# María Gracia Omegna
María Gracia Andrea Omegna Vergara (Santiago, 10 de noviembre de 1984) es una dramaturga, y actriz de teatro, cine y televisión chilena. 
Es conocida por actuar en producciones televisivas como Dama y obrero, Amar profundo y Papá a la deriva, entre muchas otras; además de la película Joven y alocada.

## Carrera

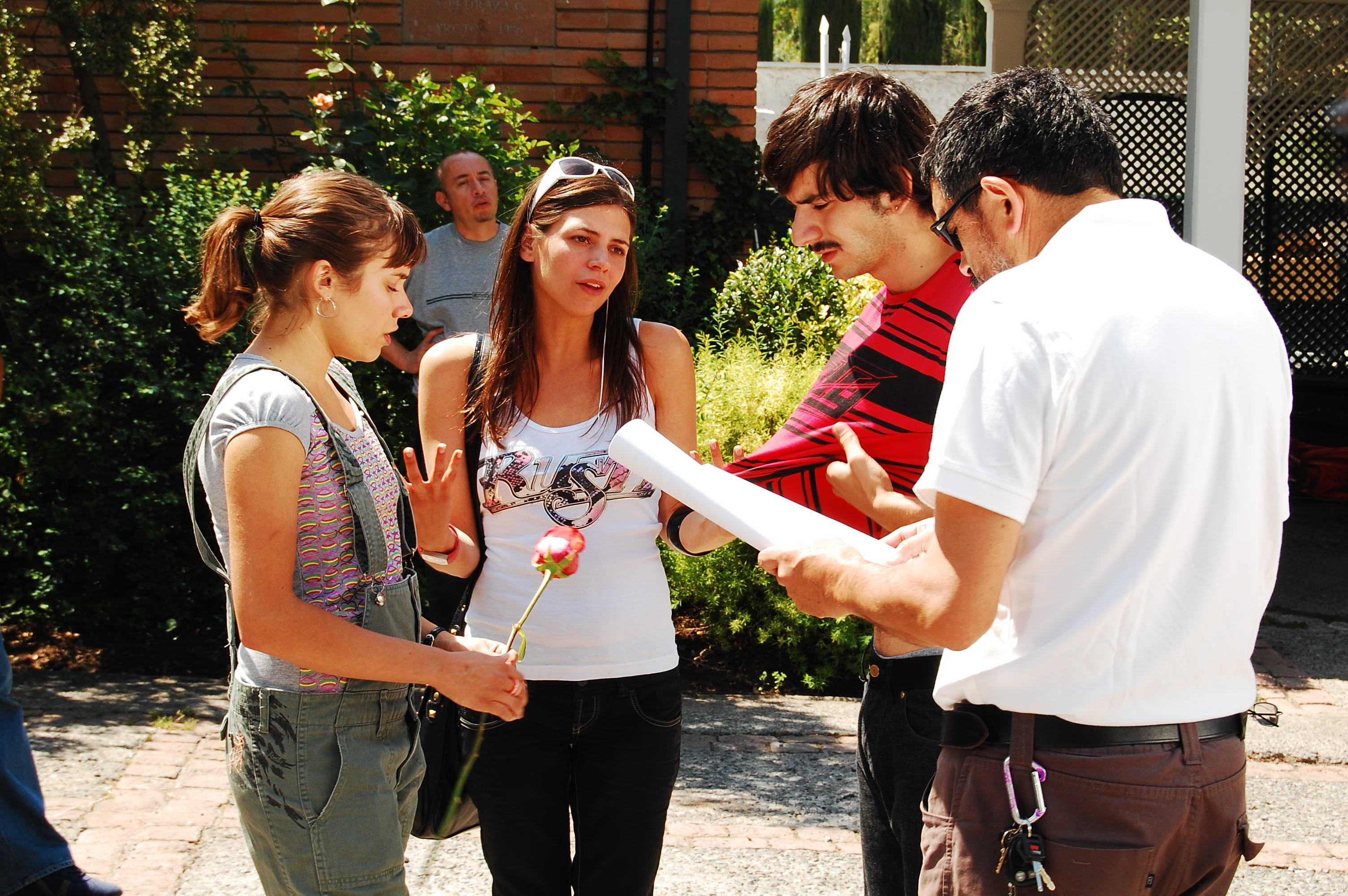
Ensayando para la telenovela Lola en 2009

Sus estudios de teatro los realizó en la Universidad Finis Terrae, en donde también integró la federación de estudiantes de la institución. Poco antes de egresar, su tía, la actriz Berta Lasala, la motivó a participar de un casting en Canal 13 para una teleserie. Concurrió a pesar de que no estaba entre sus intereses actuar en televisión y sin bien no la tomaron en esa ocasión, un año después, Herval Abreu la llamó para otra prueba y entró al elenco de la comedia Lola. Posteriormente participó en la telenovela juvenil musical Corazón rebelde (versión chilena de la argentina Rebelde Way y de su mundialmente exitoso remake mexicano Rebelde), interpretando a Pilar Ortúzar.
María Gracia desde muy pequeña forma parte de la compañía "Lafamiliateatro", con quienes realiza algunos montajes, incluyendo una gira a Bolivia y con quienes sigue colaborando hasta hoy,[actualizar] transformándose en la presentadora oficial del FESTIVAL SANTIAGO OFF, organizado por su compañía los años 2012 y 2013.[cita requerida]
En 2010 fue contratada por TVN, donde logró su primer papel protagónico en una telenovela, esta vez como Leonor Encina en la telenovela de época Martín Rivas, donde protagoniza un amoroso romance junto al protagonista Diego Muñoz.
Debutó en cine con el film La vida de los peces dirigida por Matías Bize, película ganadora en los Premios Goya.
En 2011 por segunda vez toma un rol protagónico en la producción Témpano, interpretando a Amparo Benavente, una mujer que viene por una fría venganza. Esta producción dramática fue grabada en Puerto Natales y Santiago.
En 2012 por tercera vez consecutiva toma un rol protagónico, esta vez en la exitosa producción diurna Dama y obrero, interpretando a Ignacia Villavicencio, una millonaria mujer casada que se termina enamorando de un obrero pobre interpretado por Francisco Pérez-Bannen.
Ese mismo año, también obtiene un rol protagónico en el cine, en la película Joven y alocada, dirigida por Marialy Rivas y basada en el libro homónimo de Camila Gutiérrez, en la cual interpreta a Antonia, una universitaria sobrina del director de un canal evangélico, que se involucra sentimentalmente con la protagonista, Daniela, una estudiante bisexual que relata sus controversiales vivencias y los conflictos que se dan entre su familia conservadora contrastado con su rebelde sexualidad, interpretada por Alicia Rodríguez. La cinta fue estrenada mundialmente el 21 de enero de 2012 en el Festival de Cine de Sundance, donde se llevó el premio al mejor guion.
En 2013 interpreta a la abogada y activista de derechos humanos Carmen Hertz en la miniserie de Chilevisión Ecos del desierto, dirigida por Andrés Wood.
Luego de cinco años en TVN, en 2015 emigra al canal Mega para interpretar el papel de Violeta Padilla en la teleserie Papá a la deriva, donde también comparte protagonismo con el actor Gonzalo Valenzuela. Al año siguiente, realizaría su primera producción nocturna, la versión chilena de Sres Papis, donde también comparte con los actores Jorge Zabaleta, Francisco Melo y Diego Muñoz. 
Ya para 2018, estaría nuevamente en una producción vespertina de Mega, Si yo fuera rico, protagonizada nuevamente por Gonzalo Valenzuela, también conjunto a María Fernanda Bertero, Mariana Loyola y Jorge Zabaleta. A esto se suman otras telenovelas como Edificio Corona, Amar profundo y Generación 98, con esta última ganó el Premio Caleuche como "Mejor Actriz" en el rubro Telenovela; además de su pequeño papel en Hijos del desierto.   
En 2024, interpretó a la sufrida y siempre sumisa Leonor Amenábar de Echeñique, en la telenovela dramática y de época El señor de La Querencia, siendo ésta su última producción durante su permanencia en el canal. Esta producción resultó ganadora de un Premio Produ como "Mejor Guión de Telenovela o Superserie" y de 4 Premios Caleuche en 4 categorías distintas dentro del rubro Telenovela, entre ellas se encuentra la categoría "Mejor Actriz", en donde ella ganó por tercera vez.

## Vida personal
Desde 2015 y hasta 2021 fue pareja del actor chileno Gonzalo Valenzuela, a quien conoció durante Papá a la deriva. Con él tiene una hija, Anka (nacida el 30 de septiembre de 2019).
Actualmente, María Gracia mantiene una relación de noviazgo con el también actor Gabriel Urzúa desde hace tres años. 

## Filmografía
| Año  | Título               | Papel     | Director         |
| ---- | -------------------- | --------- | ---------------- |
| 2010 | La vida de los peces | Carolina  | Matías Bize      |
| 2012 | Joven y alocada      | Antonia   | Marialy Rivas    |
| 2012 | Voces al viento      | Paula     | Daniela Prado    |
| 2013 | Carne de perro       | Gabriela  | Fernando Guzzoni |
| 2013 | El facilitador       | Elena     | Víctor Arregui   |
| 2016 | Andrés lee i escribe | Dominga   | Daniel Peralta   |
| 2017 | Canasto de cangrejos | Pascal    | Paulo Cabrera    |
| 2018 | Princesita           | Profesora | Marialy Rivas    |
| 2019 | Araña                | Nadia     | Andrés Wood      |

## Televisión
| Año       | Título                   | Papel                 | Ref.   |
| --------- | ------------------------ | --------------------- | ------ |
| 2007–2008 | Lola                     | Mercedes Pacheco      |        |
| 2009      | Corazón rebelde          | Pilar Ortúzar         |        |
| 2010      | Martín Rivas             | Leonor Encina         | [ 5 ]  |
| 2011      | Témpano                  | Amparo Benavente      | [ 6 ]  |
| 2012–2013 | Dama y obrero            | Ignacia Villavicencio | [ 7 ]  |
| 2014      | El amor lo manejo yo     | Natalia Duque         | [ 8 ]  |
| 2015      | Papá a la deriva         | Violeta Padilla       | [ 9 ]  |
| 2016–2017 | Señores papis            | Ema Díaz              |        |
| 2018      | Si yo fuera rico         | Pascuala Domínguez    |        |
| 2020      | Edificio corona          | Javiera Sandoval      | [ 10 ] |
| 2021–2022 | Amar profundo            | Tamara Contreras      | [ 11 ] |
| 2022      | Hijos del desierto       | Bianca Lombardo       |        |
| 2023–2024 | Generación 98            | Valentina Morán       | [ 12 ] |
| 2024      | El señor de La Querencia | Leonor Amenábar       | [ 13 ] |

| Año       | Título                  | Papel            | Ref.   |
| --------- | ----------------------- | ---------------- | ------ |
| 2011      | Bajo cero               | Amparo Benavente |        |
| 2013      | Ecos del desierto       | Carmen Hertz     | [ 14 ] |
| 2014      | Pulseras rojas          | Mireya Muñoz     |        |
| 2020–2022 | La jauría               | Carla Farías     | [ 15 ] |
| 2020      | Historias de cuarentena | Mónica           |        |

## Teatro
- Destreza de la lluvia
- Tres
- Chaplín, luces de la ciudad
- La virgen de hierro 2009 (Lafamiliateatro)
- La infanta difunta 2007(Lafamiliateatro)
- María: confesión lúcida de motivos (Lafamiliateatro)
- Las criadas
- Mercury, la leyenda
- Demonios 2015 (Teatrolamemoria)
- Matar a Rómulo

## Vídeos musicales
| Año  | Título                | Artista       | Dirección            |
| ---- | --------------------- | ------------- | -------------------- |
| 2013 | Dime que me quieres   | Raúl De Jesús | Gabriela Larraín     |
| 2014 | Canción del desvelado | Manuel García | Pablo Toro Fuezalida |

## Premios y nominaciones
| Año  | Premio             | Categoría                              | Producción               | Resultado |
| ---- | ------------------ | -------------------------------------- | ------------------------ | --------- |
| 2010 | Premio Gold Tie    | Mejor actriz juvenil                   | Martín Rivas             | Nominada  |
| 2013 | Premio Altazor     | Mejor actriz de cine                   | Joven y alocada          | Nominada  |
| 2014 | Premio Altazor     | Mejor actriz de televisión             | Ecos del desierto        | Nominada  |
| 2017 | Premios Caleuche   | Mejor actriz protagónica en teleseries | Sres. papis              | Ganadora  |
| 2019 | Premios Caleuche   | Mejor actriz de soporte en cine        | Princesita               | Nominada  |
| 2021 | Premios Caleuche   | Mejor actriz de soporte en cine        | Araña                    | Nominada  |
| 2022 | Premios Caleuche   | Mejor actriz protagónica en teleseries | Edificio corona          | Nominada  |
| 2023 | Premios Caleuche   | Mejor actriz protagónica en teleseries | Amar profundo            | Nominada  |
| 2024 | Premios Caleuche   | Mejor actriz protagónica en teleseries | Generación 98            | Ganadora  |
| 2025 | Premios Caleuche   | Mejor actriz protagónica en teleseries | El señor de La Querencia | Ganadora  |
| 2024 | Premios Cordillera | Mejor actriz protagónica de televisión | El señor de La Querencia | Nominada  |
| 2024 | Produ Awards       | Mejor actriz principal en superseries  | El señor de La Querencia | Nominada  |